# Azzurro 1987
La sesta edizione di Azzurro si è tenuta al Teatro Petruzzelli di Bari durante la primavera del 1987. È stata trasmessa in tre puntate su Italia 1, con la finale andata in onda il 28 aprile.
La conduzione venne affidata a Claudio Cecchetto, Susanna Messaggio e Andrea Salvetti con la partecipazione del patron della manifestazione Vittorio Salvetti.
Sigla iniziale era Carrie degli Europe.

## Squadre partecipanti e classifica finale

### Cigni
Capitana: Bettina; voti: 1 438
- Tom Robinson – Still Loving You
- Pepsi & Shirlie – Heartache
- Then Jerico – Let Her Fall
- The Cure – Why Can't I Be You?
- Bob Geldof – The Beat of the Night

### Ippocampi
Capitana: Jo
- Brother Beyond – How Many Times
- John Wilson – The Sun Ain't Gonna Shine Anymore
- Baltimora – Key Key Karimba
- OFF – Electrica Salsa
- Robbie Nevil – C'est la vie

### Sirene
Capitana: Alessandra
- Mandy Smith – I Just Can't Wait
- Living in a Box – Living in a Box
- Rita Rusić – Under the Rose
- David and David – Welcome to the Boomtown
- Caroline Loeb – C'est la ouate

### Delfini
Capitana: Carmen
- Hollywood Beyond – Save Me
- In Tua Nua – Heaven Can Wait
- Boom Boom Room – Here Comes the Man
- Via Verdi – You and Me
- Nick Kamen – Loving You Is Sweeter Than Ever

### Stelle marine
Capitana: Carrie
- Mike Francis – Suddenly Back to Me
- Aida – Male d'Africa
- Garbo – Extra Garbo
- Mango – Bella d'estate
- Rossana Casale – Sitting on the Dock of the Bay
- Eduardo De Crescenzo – Nudi

### Gabbiani
Capitana: Julie
- Spagna – Call Me
- Colin James Hay – Hold Me
- Picnic at the Whitehouse – Success
- Richenel – Dance Around the World
- Fausto Leali – Io amo

## Ospiti
- A-ha – Cry Wolf e Manhattan Skyline
- Celeste – Hey Boy
- Sabrina Salerno – Boys